# 어쩐지 수상하더라
《어쩐지 수상하더라》는 매주 수요일, 네이버 웹툰에 디기사가 연재하는 개그, 스토리 웹툰이다.